# 維住玲子
維住 玲子（いじゅう れいこ、1959年6月18日 - ）は、日本の小説家、エッセイスト、構成作家である。
本名は清水玲子。

## 経歴
北海道帯広市出身。1980年、札幌大学女子短期大学部国文科卒業。1993年「夜汽車」で朝日新聞ライラック文学賞最終候補。1994年「ブリザード」で中央公論社女流新人賞を受賞。
北海道新聞藤原てい特別文化講座　帯広エッセー教室講師（1997〜1999年）。北海道新聞夕刊でエッセー連載（1996〜1999年）。毎日新聞北海道版でエッセー連載（1998〜2001年）。
1997年からアジア各国で取材活動。2002年からアメリカ　ノースカロライナ州/ サウスカロライナ州で生活する。
TOWER Short Storyで短編小説「きみに逢う夜空」を発表。2008年帯広大谷短期大学で市民大学講座講師。
2009年　日本に戻り、「維住玲子のSaturday Queen !!」（おびひろ市民ラジオ）にてメインパーソナリティーを担当、5時間生放送。ここ最近では若手ディレクター・乾晋也、池田まびか、門馬ひかりと組んでいた。
2011年からFM WING『音楽の贈りもの　snow fantasy』のステージ司会を担当。2012年から北海道新聞花火大会（帯広・十勝川会場）会場からの中継も担当。
2012年　ラジオパーソナリティーと同時進行で地域拠点施設において地域福祉業務に就く。
2016年　5年8か月続けた5時間生放送番組「維住玲子のSaturday Queen!!」を3月で終了。地域福祉の仕事が多忙になり、生放送を続けることが困難になったのが終了の理由。
2016年　本格的に活動拠点を札幌に移し、現在は地域コーディネーター、地域活動に関する講師が業務内容。

## 著作
- 『ブリザード』（中央公論社）
- 『ブラボーセブン』（中央公論新社）
- 『おきらくママの極楽子育て』（翔雲社）

### 寄稿
- 「北の祭り太鼓」1996年、月刊『小説中公』（単行本未収録）
- 三浦綾子記念文学館建設協賛「文集・母」（家の光協会）

## 連載
- 『維住玲子のまちかど風便り』　北海道新聞夕刊（2004年 - ）

## 過去の出演番組
- 『アンカー!』（HBCテレビ）
- 『ほくほくテレビ』（NHKテレビ）
- 『ピカピカおひさま堂』（おびひろ市民ラジオ）※準レギュラー
- 『金様のラジオ』（おびひろ市民ラジオ）※準レギュラー
- 『維住玲子のSaturday Queen !!』（おびひろ市民ラジオ）※メインパーソナリティ